# Seattle Sounders FC
Seattle Sounders FC er en amerikansk fodboldklub fra byen Seattle i Washington. De spiller i landets bedste liga, Major League Soccer, og har hjemmebane på stadionet CenturyLink Field.
Klubben blev etableret i sin nuværende form i 2007, i forbindelse med en udvidelse af ligaen. Dog har byen tidligere haft flere andre hold, som også har anvendt dette navn. Holdet har spillet med i den bedste liga fra og med 2009-sæsonen.

## Danske spillere
Christian Sivebæk (2012)
Philip Lund (2013)

## Trænere
Samtlige trænere i Seattle Sounders FC siden holdets indtræden i Major League Soccer i 2009:
- Sigi Schmid (2009-)